# Autostrada A1 (Albania)
L'autostrada A1 (in albanese Rruga autostradale A1 o Rruga e Kombit – letteralmente: "strada della Nazione") collega la città di Tirana al confine con il Kosovo. È lunga 148 km e si tratta del più grande progetto stradale albanese, l'autostrada prosegue dopo il confine con il Kosovo fino a Pristina con la denominazione di R7.

## Tabella percorso
| Tirana-Kosovo (Rruga e Kombit) |                                                                                           |       |      |            |                |
| Tipo                           | Indicazione                                                                               | ↓km↓  | ↑km↑ | Prefettura | Strada europea |
|                                | Tirana - inizio autostrada in esercizio Strada statale SH2 Tirana - Durazzo               | 0,0   |      | Tirana     |                |
|                                | Aeroporto di Tirana                                                                       | 6,2   |      | Tirana     |                |
|                                | Area di servizio "Europa Park"                                                            | --    | -    | Durazzo    |                |
|                                | Mamurras - Thumanë                                                                        | 23,5  |      | Alessio    |                |
|                                | Laç                                                                                       | --    |      | Alessio    |                |
|                                | Strada statale SH1 per Lezhe e Scutari                                                    | --    |      | Alessio    |                |
|                                | fine autostrada in esercizio inizio tratto di 25 km di strada statale a carreggiata unica | 33,6  |      | Alessio    |                |
|                                | Milot                                                                                     |       |      | Alessio    |                |
|                                | Shkopet Strada statale SH6 per Burrel                                                     |       |      | Alessio    |                |
|                                | Rubik - Bulshizë                                                                          |       |      | Alessio    |                |
|                                | inizio autostrada in esercizio                                                            | 59,6  |      | Alessio    |                |
|                                | Rreshen Strada statale SH30                                                               | 61,2  |      | Alessio    |                |
|                                | Reps                                                                                      | 77,8  |      | Alessio    |                |
|                                | ---                                                                                       | --    |      | Alessio    |                |
|                                | Area di servizio (solo dir. sud)                                                          | --    | -    | Alessio    |                |
|                                | Fan                                                                                       | --    |      | Alessio    |                |
|                                | Galleria Kalimash (5500m)                                                                 | --    |      | Alessio    |                |
|                                | Barriera esazione pedaggio                                                                | --    |      | Kukës      |                |
|                                | Pukë Strada statale SH5                                                                   | 120,0 |      | Kukës      |                |
|                                | Area di servizio (solo dir. sud)                                                          | --    |      | Kukës      |                |
|                                | Mamëz                                                                                     | --    |      | Kukës      |                |
|                                | Ponte sul Drin Nero                                                                       | --    |      | Kukës      |                |
|                                | Kukes Ovest                                                                               | --    |      | Kukës      |                |
|                                | Aeroporto di Kukës                                                                        | --    |      | Kukës      |                |
|                                | Kukes Sud                                                                                 | 132,0 |      | Kukës      |                |
|                                | Gjegjan                                                                                   | --    |      | Kukës      |                |
|                                | Bardhoc                                                                                   | --    |      | Kukës      |                |
|                                | Bardhoc I.                                                                                | --    |      | Kukës      |                |
|                                | Morinë                                                                                    | --    |      | Kukës      |                |
|                                | Barriera di Morinë                                                                        | --    |      | Kukës      |                |
| --                             | Confine tra l'Albania e il Kosovo                                                         | 148,0 |      | Kukës      |                |
|                                | Autostrada R7 per Pristina                                                                | --    |      | Kosovo     |                |